# 蘇四十三
苏四十三（1729年—1781年8月11日），人称尕苏阿訇。撒拉族。原籍甘肃河州（今临夏县），先祖迁循化厅撒拉街子工，父亲苏那黑置庄田于查加工古节烈庄，遂定居。自幼习阿拉伯文，入学街子工清真寺，后为阿訇。

## 早年经历
乾隆二十六年（1761年），马明心到循化传苏菲主义哲合忍耶学理，人称“新教”，苏四十三成为其最早的门生之一。乾隆三十四年（1769年），循化哲合忍耶派首领贺麻路乎与韩哈吉教争，被官府发配乌鲁木齐为奴，苏四十三成为循化哲合忍耶派首领，在循化传播新教，提出革除门宦、消灭土司，与“老教”虎夫耶华寺门宦教争，清政府施行“帮扶旧教”、“尽洗新教”、“赦一剿一”的政策，打压新教，苏四十三对此不满。

## 反叛
乾隆四十六年（1781年）三月，循化伊斯兰教新老教派械斗。虎夫耶教长韩三十八被杀，其子上告兰州府府城衙门，要求惩处苏四十三、韩二个。陕甘总督勒尔谨派兰州府知府杨士玑会同河州副将新柱处理。因衙门支持老教，苏四十三率一千余人起兵反叛，冲击衙门，杀死新柱以及刘汉时、杨士玑、守备徐彦登、土司韩成玉等。又联合部分虎夫耶派教民、汉族、藏族等二千余人，攻克河州，杀知州，释放犯人。当地回族和东乡族也都参与叛军，并贡献粮食。叛军过洮河，陕甘总督勒尔谨在狄道州坐镇指挥军队镇压。甘肃布政使王廷赞命令把在安定关川的苏四十三师傅马明心诱捕到兰州。三月廿一日，苏四十三为营救道祖马明心，率众三千攻打兰州。乾隆帝得讯，调陕西、四川和新疆的军队出击，令户部拨款一百八十万两军饷，命王廷赞“督率坚守”、“毋乃过涉张惶，若稍有疏虞，王廷赞不能当其咎。”廿六日，清军到兰州，次日，叛军从西关攻城，要求释放马明心，王廷赞带马明心上城，要求马明心劝起义军后撒，被拒绝，王廷赞处决马明心，用大炮轰退起义军。

## 战殁
在两万多清军的攻击下，苏四十三带叛军逃到龙尾、华林二山。四月二十日，大学士、都统阿桂到兰州，以“坐失时机”、“办理谬误”罪名，将勒尔谨革职问罪，放出因贪污下狱的云贵总督李侍尧，代勒之职。阿桂设下了“以退为进”、“佯败诱之出壕” 之计，毙伤叛军二百多人。又令“绝汲道，湮井沟”。六月十五日，大雨，清军炮火失效，叛军反击，击退清军。午后天明，清军火攻，焚毁叛军帐房。苏四十三持大刀与阿訇马明德、海朝宗等指挥反击，阵亡。叛军到七月六日下午被清军全部歼灭。

## 逸闻
當義軍斷水之後，馬騾渴得瘋狂，奔突著墜崖摔死，起義軍四出冒死搶水，蘇四十三唸經祈禱，他對將要渴死的百姓們說，「到至急時，天必降雨救濟。初一日寅時起巳時止密雨四時。初四日又復雨。初六日大雨竟夜，勢甚謗沛，初七、初八，連綿不止。